# Breviraja claramaculata
Breviraja claramaculata е вид хрущялна риба от семейство Морски лисици (Rajidae).

## Разпространение и местообитание
Видът е разпространен в САЩ (Джорджия, Флорида и Южна Каролина).
Среща се на дълбочина от 293 до 682 m, при температура на водата около 10,1 °C и соленост 35,3 ‰.

## Описание
На дължина достигат до 29,4 cm.